# Техничка школа Бања Лука
Техничка школа Бања Лука је највећа средња школа у Републици Српској. Налази се у улици Ђуре Даничића 2 у Бањој Луци.

## Историјат
На иницијативу првог бана Врбаске бановине Светислава Милосављевића у Бањој Луци је 1930. године основана Стручна занатска школа са грађевинским и електромашинским одсјеком. Настава се изводила у тек завршеној згради Трговачке академије, данашњој згради Дома ученика. На јесен 1931. је добила прве наставнике и четрдесет ученика Електромашинског одсјека, већином из унутрашњости Врбаске бановине. Практична настава се одвијала у два правца: систематска настава и практична примјена према спремљеним цртежима. Службени назив школе је био Мушка занатска школа и имала је ранг непотпуне средње школе са нижим течајним испитом. У садашњу зграду су премештени 1962. године где су поседовали седамнаест класичних учионица, једанаест специјализованих, пет кабинета за информатику и примјену рачунара у машинству, девет радионица намјењених практичној настави и фискултурну салу. Послије Другог свјетског рата је радила у згради Филозофског факултета Универзитета у Бањој Луци. Године 1938. је бројала више од хиљаду ученика са око четрдесет одјељења разврстаних у Машински, Архитектонско–грађевински, Електротехнички и Радио–електронски одсјек. Од 1962. раде у објекту намјенски направљен за њих, са савременим учионицама, кабинетима, радионицама и првим и тада највећим амфитеатром у Бањој Луци. Данас броји око 1700 ученика, шездесет одјељења и сто четрдесет запослених. Садржи смјерове Саобраћај – Техничар логистике и шпедиције, Техничар поштанског саобраћаја и Техничар друмског саобраћаја у четворогодишњем трајању и Возач моторних возила у трогодишњем трајању и Машинство и обрада метала – Машински техничар за компјутерско конструисање, Техничар за мехатронику, Аутомеханичар, Механичар грејне и расхладне технике и Инсталатер.